# 史密斯威森軍警型M&P15半自動步槍
史密斯威森軍警型M&P15（英語：Smith & Wesson M&P15）是一系列由美国槍械公司史密斯威森研製、並自2006年1月SHOT Show（美國著名槍展）展出並推出市場的半自動步槍／卡宾枪，是AR-15自動步槍的史密斯威森生產版本，目前具有多種型號，可同時發射民用型的.223 Remington和相似高的5.56×45毫米北約口徑步枪子彈。其後還推出了可同時發射民用型的.300 Whisper和相似高的.300 AAC BLK（7.62×35毫米）口徑步枪子彈版本。

## 歷史
史密斯威森是執法部門和個人防衛槍械的製造商和供應商。“M&P”代表“軍警型”。

## 設計細節
M&P15系列步槍是以AR-15平台作為藍本。史密斯威森現在提供多種配置、適合特定射擊應用和樣式的M&P15半自動步槍。每種型號均可同時發射民用型的.223 Remington和相似高的5.56×45毫米北約口徑步枪子彈，並且配備了六段伸縮槍托、內膛鍍鉻或Melonite塗層的4140钢製槍管、7075 T6铝製機匣和硬塗層黑色陽極表面處理。

### 機匣
機匣以簡化生產、降低成本為優先，整體沒有多餘的裝飾或雕刻。上機匣採用平頂式設計，機匣上方安裝有一段皮卡汀尼導軌，導軌上標有字母“T”與數字組合的編號，以表示每一段導軌的位置，方便射手記憶瞄準裝置安裝位置，當瞄準裝置拆卸後仍可迅速安裝回原位。手槍握把設計中規中矩，前方設有大型手指凹槽，而左右側面刻有防滑紋。
另外，彈匣座前方刻有多條防滑凹槽，可供射擊時握持。扳機護圈外形寬大，以便於射手冬天戴厚手套時操作扳機。

### 擊發機構
擊發機構採用軍規設計，击锤採用金屬注塑成型工藝製作，強度比較高，操作方便。

### 手動操作裝置
手動保險設置在手槍握把上方，其可左右兩面設置，具有保險和射擊兩個位置。保險的設計外形美觀，後方為桿狀，前方為尖頂的火焰形狀，可以準確指示到不同位置。無彈後定解脫桿安裝在機匣右側，同樣可以根據需要左右兩面設置。彈匣卡筍也可左右兩面設置。

### 護木
機匣前方安裝有最普通的M4系護木，其採用聚合物材料製作，內部不帶隔熱板。採用簡單護木的原因是公司考慮到不同射手都有自己不同的選擇，現在的市場上AR系產品附件非常豐富，可使射手根據需要自由選擇。公司採用簡單的附件配置，既可以降低成本，又可以增大射手後期改造的靈活度。

### 導氣箍
導氣箍套接在槍管上、護手的前方，導氣箍上方設有一小段皮卡汀尼導軌，其上可安裝折疊式或固定式準星。

### 槍托
機匣後部安裝有標準的伸縮式槍托，槍托長度有六個位置可調。槍托同樣可以根據自己的喜好進行更換。

### 槍管
槍管採用輕量化設計，根據型號有不同的膛線導程，以優化各型號的彈道，可安全發射不同彈頭質量的5.56毫米口徑槍彈。公司提供、裝在槍口的標準消焰器外形較大，射手同樣可以自行更換。

### 槍背帶環
前槍背帶環設置在導氣箍下方，後背帶環安裝在槍托尾部下方，兩者配合以安裝槍背帶。

## 衍生型

短行程導氣活塞。

在2006年1月SHOT Show（美國著名槍展）展出之時，就有兩種M&P15系列步槍型號亮相：M&P15和M&P15T。兩種步槍基本上一樣，發射民用型的.223 Remington和相似高的5.56×45毫米北約口徑步枪子彈，只是T型具有折疊式機械瞄具和護木上的四面MIL-STD-1913戰術附件導軌。兩者都具有標準型AR式直接衝擊氣系統槍機。在其首次亮相時，M&P15的建議售價為1,200美元，而M&P15T則是1,700美元。他們目前的生產線已達到包括24款型號，建議售價從739美元到1,989美元不等。一些較為便宜的步槍型號，藉由省略其他附近軍用規格的步槍上的一些佔用昂貴成本的便利設施，例如防塵蓋或复进助推器，以提它們對於使用者而言的經濟承受能力。
最初，這些步槍是由雄鹿武器公司所生產，但在史密斯威森的名義以下銷售。目前史密斯威森是在其原廠以下生產其下機匣，而槍管則是由史密斯威森旗下，在2007年收購的公司湯普森中心公司所提供。
2008年5月，史密斯威森推出他們的第一款5.56×45毫米北約口徑以外的AR系衍生型步槍。M&P15R型是一枝標準型AR平台步槍，但發射彈藥改為5.45×39毫米（M74）苏联口徑步枪子彈。它裝有一根使用1：8英吋（1：203毫米）膛線纏距的槍管。然而這種型號很快就因銷量不佳而被放棄。更便宜而且過剩的共產主義陣營的AK系列武器已經可以提供，以及很少射手希望有一枝昂貴、而且需要特別彈匣的非標準型口徑的AR-15的彷製型，這兩點宣告其死刑。
2009年，史密斯威森推出了M&P15-22，發射.22 LR子彈。它裝有一根使用1：15英吋（1：381毫米）膛線纏距的槍管，10或25發彈匣供彈，空槍重量為5.5磅。標準型具有一個可調節的CAR-15的槍托，並配備了全容量的25發彈匣。適用於加州市場的標準型號則是固定在展開位置的CAR-15的槍托（總長度為33.75英寸），並配備了限制容量的10發彈匣。
史密斯威森性能中心的射靶版本具有一根帶有槍口螺紋（可以使用任何的AR-15／M16式制退器）的18英寸的防撞槍管、10發彈匣、霍格手槍握把和復仇者武器系統（VLTOR Weapon Systems）可調節式槍托；柔性固定槍托版本取消了在槍管上的螺紋並且具有固定在展開位置的復仇者武器槍托（總長度為35.75英寸）。
2009年1月，史密斯威森宣布推出他們的第一批短行程導氣活塞型步槍，S&W M&P15 PS型和PSX型（活塞氣動式AR-15）。2015年時，上方右圖的S&W M&P15 PS活塞AR型號811022的零售價為$1,359；其後也加入了裝上「馬格普原創器材」（Magpul Original Equipment，MOE）的護木和機械瞄具的型號。
2013年，史密斯威森推出了M&P10，除了發射口徑更大的7.62×51毫米北約口徑步槍子彈，還獨立衍生出一個M&P10槍族。
2014年，史密斯威森還推出了M&P15的.300 Whisper／.300 AAC BLK（7.62×35毫米）口徑型。

## 使用國
- —警察單位[9]
- 墨西哥—警察單位
- 美国—M&P15馬格普初始設備軍用化型、M&P15A
  - 美國警察單位[10][11][11][10][10][12][10][13][10]

## 犯罪用途

### 2012年奧羅拉槍擊事件
2012年7月20日（星期五）00:39（當地時間）（UTC-6），兇手詹姆斯·伊根·霍爾姆斯在科罗拉多州奥罗拉市世紀16電影院《黑暗騎士：黎明昇起》電影首映式上，使用的其中一款兇器就是史密斯威森軍警型M&P15，並於大規模槍擊事件中，造成12人死亡和58人受傷。裝在步槍上的100發彈鼓造成該步槍射擊期間卡彈。

### 2013年洛杉磯國際機場槍擊案
2013年11月1日上午9:20（太平洋時區），兇手保羅·安東尼·希恩西亞使用史密斯威森軍警型M&P15，射殺1人並擊傷6人。

## 資料來源
1. 1 2 3  .   [15 November 2014]. （原始内容存档于2016-10-08）.
2. ↑  .   [15 November 2014]. （原始内容存档于2016-01-05）.
3. ↑  .   [2015-04-10]. （原始内容存档于2013-01-15）.
4. ↑  Rackley, Paul. An AR Plinking Good Time （页面存档备份，存于）, American Rifleman
5. ↑  . TheFirearmBlog.com. January 23, 2009  [24 June 2015]. （原始内容存档于2020-11-01）.
6. ↑  . Smith & Wesson.   [24 June 2015]. （原始内容存档于2016-09-15）.
7. ↑  .   [24 June 2015]. （原始内容存档于2016年3月4日）.
8. ↑  .   [2015-04-10]. （原始内容存档于2016-10-03）.
9. ↑  .   [2016-02-22]. （原始内容存档于2016-09-27）.
10. 1 2 3 4 5  . http://www.outdoorhub.com.   [15 November 2014]. （原始内容存档于2013-12-24）. 外部链接存在于|work= (帮助)
11. 1 2  .   [15 November 2014]. （原始内容存档于2018-11-06）.
12. ↑  .   [15 November 2014].[永久]
13. ↑  .   [15 November 2014]. （原始内容存档于2018-11-06）.
14. ↑  Slosson, Mary; Francescani, Chris. . Chicago Tribune. Reuters. July 23, 2012  [July 23, 2012]. （原始内容存档于2012-07-23）. 他手持類似於AR-15突擊步槍的史密斯威森M&P .223半自動步槍、12口徑霰彈槍和格洛克.40口徑手槍。（He was armed with a Smith & Wesson M&P .223 semi-automatic rifle, similar to an AR-15 assault rifle, a 12-gauge shotgun and a Glock .40-caliber handgun.）
15. ↑  更多奧羅拉／史密斯威森M&P15的來源：
  - Dao, James. . New York Times. Photo by Nancy Palmieri. July 23, 2012  [2015-05-01]. （原始内容存档于2021-01-26）. 警方說，在奧羅拉的槍手使用了三種類型的武器，包括史密斯威森M&P15。（The police say the gunman in Aurora used three types of weapons, including a Smith & Wesson M&P15.）
  - Padilla, Anica. . E.W. Scripps Co. January 8, 2013  [2015-05-01]. （原始内容存档于2015-04-16）. 總體而言，霍姆斯購買了兩把.40口徑手槍加上它們的2,600發子彈、一把雷明登戰術霰彈槍加上375發霰彈，和史密斯威森M&P15加上那枝步槍的3,370發子彈。（In total, Holmes purchased two .40-caliber pistols plus 2,600 rounds for them, a Remington tactical shotgun plus 375 rounds for it, and a Smith & Wesson M&P15 plus 3,370 rounds for that gun.）
  - Sugarmann, Josh. . U.S. News & World Report. July 26, 2012  [2015-05-01]. （原始内容存档于2019-06-29）. 科羅拉多州大屠殺者詹姆斯·霍姆斯是一個知道超軍事化槍械工業的人物。他的史密斯威森M&P15突擊步槍展示了為了戰爭和殘酷無情的賺取利潤向民間銷售而設計的槍明顯而現實的危險。（One person who was aware of the hyper-militarization of the gun industry was James Holmes, the accused Colorado mass killer. His Smith & Wesson M&P15 assault rifle demonstrates the clear and present danger of a gun designed for war and ruthlessly marketed for profit to civilians.）
  - Wilson, Chris. . Yahoo! News. May 15, 2013  [2015-05-01]. （原始内容存档于2020-08-12）. ［AR-15］有多種衍生型和名稱，包括在康涅狄格州紐敦鎮槍手亞當·藍札使用的大毒蛇XM15，和被科罗拉多州奥罗拉市槍手詹姆斯·伊根·霍爾姆斯愛用的史密斯威森M&P15。（［The AR-15］ comes in many varieties and names, including the Bushmaster XM15, one of the weapons that Newtown, Conn., shooter Adam Lanza used, and the Smith & Wesson M&P15, favored by Aurora, Colo., gunman James E. Holmes.）
16. ↑  Parker, Mike. . Daily Express. July 23, 2012  [July 23, 2012]. （原始内容存档于2014-02-09）. 狂人詹姆斯·霍爾姆在其裝有一個特殊的100發彈鼓的史密斯威森M&P15，開了幾槍以後卡彈以後，不得不切換武器。（Madman James Holmes was forced to switch weapons when his Smith & Wesson M&P 15, with a special 100-round drum magazine, failed after a few shots.）
17. ↑  Dao, James. . New York Times. Photo by Nancy Palmieri. July 23, 2012  [2015-05-01]. （原始内容存档于2021-01-26）. 警方說它，出現的該名男子詹姆斯E.霍姆斯，被控在奧羅拉槍擊案中，在劇院內剛好使用了所有三種類型的武器，先以霰彈槍射擊，然後使用半自動步槍，直到其100發彈鼓卡住了，再使用手槍到槍擊結束。（It appears, the police say, that James E. Holmes, the man accused in the Aurora shootings, used all three types of weapons inside the theater as well, first firing the shotgun, then using the semiautomatic rifle until its 100-round barrel magazine jammed, and finishing off with a pistol.）
18. ↑  . CNN.   [2015-04-10]. （原始内容存档于2013-11-03）.

## 外部連結
- （英文）—Smith & Wesson webpage on the M&P rifles
- （英文）—The Smith & Wesson M&P 15 Sport Semi-automatic Rifle[永久] via Yahoo Voices, June 2011
- （英文）—For compliance with fixed magazine restricted states (MA, NY, NJ, CA, MD, CT) （页面存档备份，存于）
- （英文）—The Firearm Blog.com－
  - Smith & Wesson M&P15R: 5.45x39mm AR-15 announced （页面存档备份，存于）
  - S&W M&P15 MOE （页面存档备份，存于）
  - S&W M&P15 PS and PSX (piston AR-15) （页面存档备份，存于）
  - Smith & Wesson M&P15 300 Whisper (.300 AAC BLK) （页面存档备份，存于）
  - Weekend Photo: Customized Smith & Wesson M&P15T （页面存档备份，存于）
- （英文）—The Truth About Guns.com－New From Smith & Wesson: M&P 15 Sport II Rifle （页面存档备份，存于）
- （英文）—Tactical Life.com－
  - Feb 1, 2008 Smith & Wesson M&P15T 5.56mm （页面存档备份，存于）
  - Feb 1, 2008 Another Look: S&W M&P 15T 5.56mm （页面存档备份，存于）
  - Nov 22, 2008 Smith & Wesson M&P 15T 5.56mm （页面存档备份，存于）
  - Apr 30, 2009 Detroit Police Department Converts to Smith & Wesson M&P40 Pistols & M&P15 Tactical Rifles （页面存档备份，存于）
  - May 9, 2009 Smith & Wesson M&P15PC 5.56mm （页面存档备份，存于）
  - Jun 8, 2009 S&W M&P15 .223 （页面存档备份，存于）
  - Jun 16, 2009 Raleigh Police Department Converts to Smith & Wesson M&P45 Pistols & M&P15 Tactical Rifles （页面存档备份，存于）
  - Sep 10, 2009 Smith & Wesson Equips Multiple Police Forces in Mexico （页面存档备份，存于）
  - Nov 14, 2009 Smith & Wesson M&P15 MOE 5.56mm （页面存档备份，存于）
  - Dec 23, 2009 New S&W M&P15R 5.45x39mm （页面存档备份，存于）
  - Feb 8, 2010 Smith & Wesson M&P MOE （页面存档备份，存于）
  - May 1, 2010 Smith & Wesson M&P Duty Rifles （页面存档备份，存于）
  - Sep 1, 2010 S&W M&P15 .22/5.56 TACTICAL DUO （页面存档备份，存于）
  - Nov 22, 2010 Nevada DPS selects Smith & Wesson M&P15 tactical rifles. （页面存档备份，存于）
  - Jan 12, 2011 Smith & Wesson fills three agency gun orders for M&P series of firearms. （页面存档备份，存于）
  - Apr 1, 2011 SMITH & WESSON M&P15 TS 5.56mm （页面存档备份，存于）
  - Oct 1, 2011 Smith & Wesson M&P15 Rifles | Review （页面存档备份，存于）
  - Oct 19, 2011 Smith & Wesson secures two Texas law enforcement contracts with M&P40 polymer pistols, M&P15A patrol rifles. （页面存档备份，存于）
  - Nov 1, 2011 Smith & Wesson M&P15 300 Whisper （页面存档备份，存于）
  - Jan 1, 2012 SMITH & WESSON M&P15 SPORT 5.56mm （页面存档备份，存于）
  - Nov 1, 2012 SMITH & WESSON M&P15 VTAC II 5.56mm （页面存档备份，存于）
  - Feb 1, 2013 SMITH & WESSON M&P15 .300 Whisper （页面存档备份，存于）
  - Oct 15, 2013 S&W’s Newest M&P15 AR Rifles | Smith & Wesson M&P15 AR Reviews （页面存档备份，存于）
  - Apr 17, 2014 S&W M&P15 VTAC II 5.56mm: Kyle Lamb’s Enhanced Carbine | Gun Review （页面存档备份，存于）
  - Jul 20, 2014 Preview: Smith & Wesson’s M&P Protectors （页面存档备份，存于）
  - Sep 8, 2014 Gun Review: Smith & Wesson’s M&P15 Series For Military, Police （页面存档备份，存于）
  - Sep 9, 2015 Gun Review: Smith & Wesson’s M&P15T Rifle （页面存档备份，存于）
  - Sep 11, 2015 7 Unstoppable M&P Rifles From Smith & Wesson （页面存档备份，存于）
  - Jan 21, 2016 New For 2016: Smith & Wesson’s M&P15 Sport II Rifle （页面存档备份，存于）
  - Feb 19, 2016 19 AR Rifles & Pistols You Can’t Miss in 2016 （页面存档备份，存于）
- （英文）—PersonDefense World.com—Smith & Wesson Introduces the M&P15 SPORT II Rifle （页面存档备份，存于）
- （英文）—GunBlast.com－
  - July 7th, 2012 Smith & Wesson 300 Whisper/300 Blackout AR-15 Complete Upper Assembly Using High Performance Ammunition （页面存档备份，存于）
  - SHOT Show 2014 - Day 2 （页面存档备份，存于）